# Edmond Aman-Jean

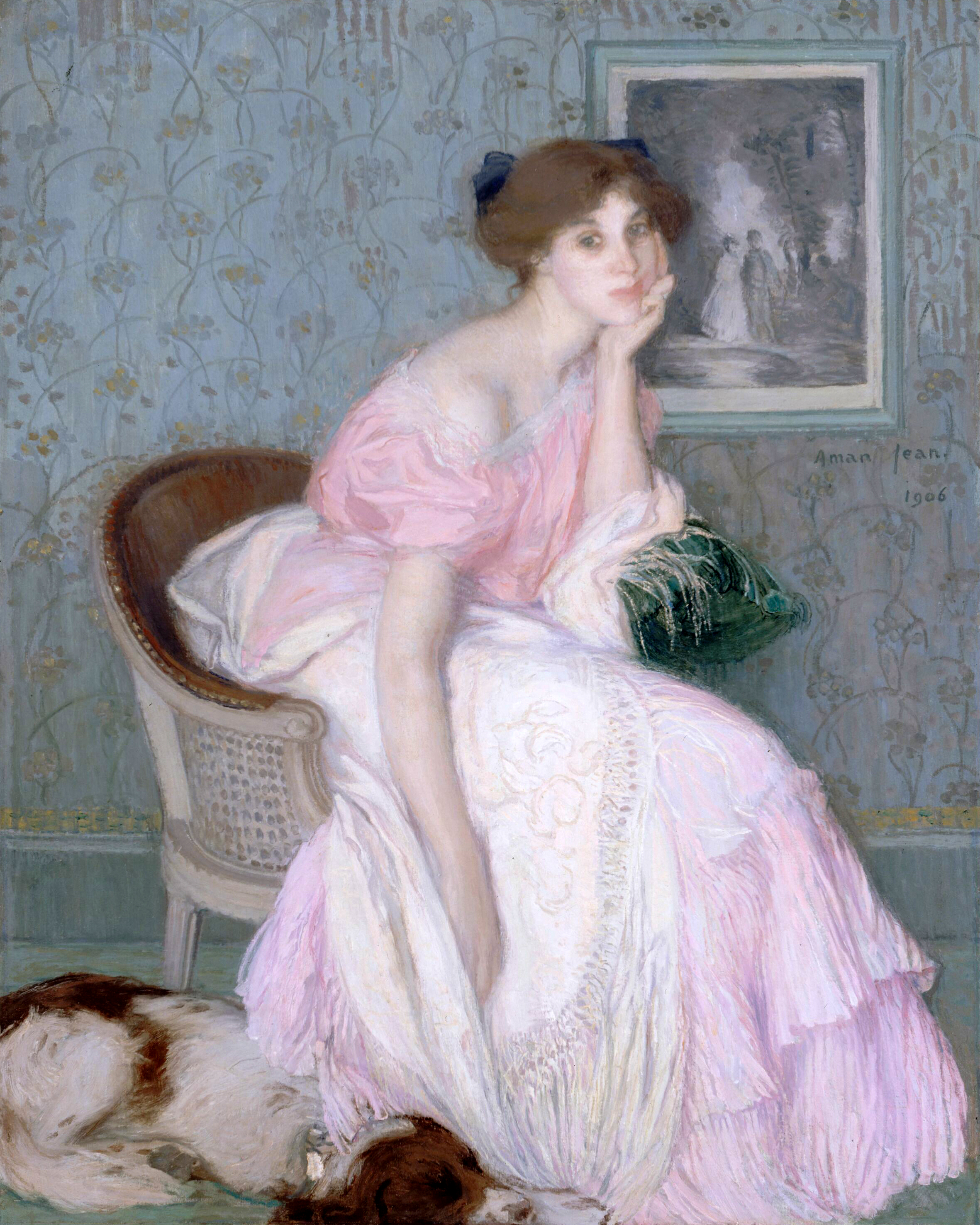
Edmond Aman-Jean - Miss Ella Carmichaël.

Edmond François Aman-Jean, född 13 januari 1858 i Chevry-Cossigny i Seine-et-Marne, död 23 januari 1936 i Paris, var en fransk målare.

## Biografi
Aman-Jean var elev till Lehmann och Hebert och gjorde sig särskilt känd som porträttmålare. Hans kolorit utmärker sig för stark originalitet och en utpräglad känsla för dekorativ effekt är betecknande för hans konst, som har inslag av sekelskiftets melankoli och jugendstilens mjuka kurvatur.
Han målade först historiska och allegoriska ämnen, bland annat Jeanne d'Arc och Sirenerna, men har företrädesvis vunnit ett namn genom sina dekorativt hållna fantasibilder (Venezia, med flera) och sina kvinnoporträtt, med någonting sentimental, förfinad och melankoliskt fördunklad såsom psykologiskt attribut.